# Polscy medaliści letnich igrzysk wojskowych
Polscy medaliści letnich igrzysk wojskowych – zestawienie reprezentujących Polskę żołnierzy (zawodników i zawodniczek), którzy zdobyli przynajmniej jeden medal światowych igrzysk wojskowych.
Reprezentacja Polski startuje w igrzyskach wojskowych organizowanych przez Międzynarodową Radę Sportu Wojskowego (CISM) od początku ich rozgrywania, czyli od 1995 roku

## Medale na poszczególnych igrzyskach wojskowych

### Wuhan2019
| złote medale |
| ------------ |

1. Marcin Chabowski, Arkadiusz Gardzielewski, Mariusz Giżyński, Henryk Szost – lekkoatletyka, maraton drużynowo
2. Paulina Guba – lekkoatletyka, pchnięcie kulą
3. Wojciech Kotowski – sportowe ratownictwo wodne
4. Adam Dubiel, Wojciech Kotowski, Hubert Nakielski, Bartosz Stanielewicz – sportowe ratownictwo wodne, sztafeta 4 × 25 m
5. Małgorzata Hołub-Kowalik, Anna Kiełbasińska, Joanna Linkiewicz, Justyna Święty-Ersetic  – lekkoatletyka, sztafeta 4 × 400 m
6. Wojciech Nowicki – lekkoatletyka, rzut młotem
7. Jolanta Ogar, Agnieszka Skrzypulec – żeglarstwo, klasa 470
8. Michał Rozmys – lekkoatletyka, bieg na 800 m
9. Michał Rozmys – lekkoatletyka, bieg na 1500 m
10. Paweł Wojciechowski – lekkoatletyka, skok o tyczce
11. Jaromir Wojtasiewicz – strzelectwo, trap indywidualnie

| srebrne medale |
| -------------- |

1. Monika Andrzejczak, Olga Kalendarowa-Ochal, Aleksandra Lisowska, Izabela Paszkiewicz – lekkoatletyka, maraton drużynowo
2. Konrad Bukowiecki – lekkoatletyka, pchnięcie kulą
3. Konrad Czerniak – pływanie, 50 m st. motylkowym
4. Radosław Kawęcki – pływanie, 200 m st. grzbietowym
5. Patryk Dobek, Łukasz Krawczuk, Jakub Krzewina, Przemysław Waściński  – lekkoatletyka, sztafeta 4 × 400 m
6. Adam Dubiel – sportowe ratownictwo wodne, szybka pomoc
7. Aleksandra Hornik, Agata Olejnik, Hanna Wiśniewska – bieg na orientację, drużynowo
8. Aleksandra Hornik, Agata Olejnik, Hanna Wiśniewska – bieg na orientację, sztafeta
9. Marcin Krukowski – lekkoatletyka, rzut oszczepem
10. Piotr Kowalczyk, Tomasz Pasierbski, Jaromir Wojtasiewicz  – strzelectwo, trap drużynowo
11. Justyna Kaczkowska, Edyta Jasińska, Katarzyna Pawłowska, Agnieszka Skalniak – kolarstwo, jazda drużynowa
12. Hubert Nakielski  – sportowe ratownictwo wodne, ratowanie manekina
13. Katarzyna Pawłowska – kolarstwo, indywidualnie
14. Agnieszka Wieszczek-Kordus – zapasy, w stylu wolnym, kategoria do 68 kg
15. Sylwia Zyzańska – łucznictwo, indywidualnie

| brązowe medale |
| -------------- |

1. Robert Baran – zapasy, w stylu wolnym, kategoria do 125 kg
2. Anna Borowska, Kinga Kubicka, Agata Ozdoba, Beata Pacut, Karolina Pieńkowska, Arleta Podolak, Daria Pogorzelec, Karolina Tałach, Eliza Wróblewska – judo, drużynowo
3. Konrad Czerniak – pływanie, 100 m st. motylkowym
4. Konrad Czerniak, Radosław Kawęcki, Jan Kałusowski, Kacper Majchrzak, Jan Hołub[a], Michał Poprawa[a], Dawid Szwedzki[a] – pływanie, sztafeta 4 × 100 st. zmiennym
5. Konrad Czerniak, Kacper Majchrzak, Aleksandra Polańska, Alicja Tchórz, Damian Chrzanowski, Anna Dowgiert[b], Dominika Kossakowska[b], Filip Zaborowski[a] – pływanie, sztafeta mieszana 4 × 100 m st. dowolnym
6. Patryk Dobek – lekkoatletyka, bieg na 400 m przez płotki
7. Natalia Dominiak, Anna Maliszewska, Oktawia Nowacka, Natalia Hachulska[c] – pięciobój nowoczesny, drużynowo
8. Adam Dubiel – sportowe ratownictwo wodne, super ratownik
9. Adam Dubiel, Cezary Kępa, Wojciech Kotowski, Hubert Nakielski – sportowe ratownictwo wodne, sztafeta 4 × 50 m
10. Mikołaj Dutkowski, Wojciech Kowalski, Michał Olejnik, Bartosz Pawlak, Mateusz Wensław – bieg na orientację, drużynowo
11. Łukasz Gutkowski, Sebastian Stasiak, Szymon Staśkiewicz, Daniel Ławrynowicz[d] – pięciobój nowoczesny, drużynowo
12. Jan Hołub, Radosław Kawęcki, Kacper Majchrzak, Filip Zaborowski – pływanie, sztafeta 4 × 200 m st. dowolnym
13. Aleksandra Hornik – bieg na orientację, na średnim dystansie
14. Aleksandra Iwanowska – pływanie, 200 m st. klasycznym
15. Aleksandra Iwanowska, Paulina Peda, Aleksandra Polańska, Alicja Tchórz – pływanie, sztafeta 4 × 100 m st. dowolnym
16. Bogna Jóźwiak, Hanna Łyczbińska, Martyna Synoradzka, Julia Walczyk – szermierka, floret drużynowo
17. Anna Kiełbasińska – lekkoatletyka, bieg na 200 m
18. Malwina Kopron – lekkoatletyka, rzut młotem
19. Agnieszka Korejwo, Agata Nowak, Joanna Tomala – strzelectwo, pistolet szybkostrzelny, 25 m drużynowo
20. Małgorzata Kozaczuk – szermierka, szabla indywidualnie
21. Katarzyna Krawczyk – zapasy, w stylu wolnym, kategoria do 57 kg
22. Piotr Kuczera – judo, kategoria do 90 kg
23. Marcin Lewandowski – lekkoatletyka, bieg na 1500 m
24. Kacper Majchrzak – pływanie, 100 m st. dowolnym
25. Kacper Majchrzak – pływanie, 200 m st. dowolnym
26. Beata Pacut – judo, kategoria do 78 kg
27. Magdalena Piekarska – szermierka, szpada indywidualnie
28. Arleta Podolak – judo, kategoria do 57 kg
29. Dawid Szwedzki – pływanie, 400 m st. zmiennym
30. Justyna Święty-Ersetic – lekkoatletyka, bieg na 400 m
31. Alicja Tchórz – pływanie, 50 m st. grzbietowym
32. Alicja Tchórz – pływanie, 100 m st. grzbietowym
33. Julia Walczyk – szermierka, floret indywidualnie
34. Eliza Wróblewska – judo, kategoria do 70 kg

### Mungyeong2015
| złote medale |
| ------------ |

1. Błażej Brzeziński, Marcin Chabowski, Henryk Szost – lekkoatletyka, maraton drużynowo
2. Anna Dowgiert – pływanie, 50 m st. motylkowym
3. Robert Kubaczyk, Dariusz Kuć, Kamil Masztak, Grzegorz Zimniewicz – lekkoatletyka, sztafeta 4 × 100 m
4. Iwona Lewandowska – lekkoatletyka, maraton indywidualnie
5. Iwona Lewandowska, Monika Drybulska, Olga Kalendarowa-Ochal – lekkoatletyka, maraton drużynowo
6. Oktawia Nowacka – pięciobój nowoczesny, indywidualnie
7. Oktawia Nowacka, Jarosław Świderski – pięciobój nowoczesny, drużynowo (mikst)
8. Tomasz Polewka – pływanie, 50 m st. grzbietowym
9. Tomasz Polewka – pływanie, 100 m st. grzbietowym
10. Aleksandra Socha – szermierka, szabla indywidualnie

| srebrne medale |
| -------------- |

1. Marcin Chabowski – lekkoatletyka, maraton indywidualnie
2. Anna Dowgiert – pływanie, 100 m st. motylkowym
3. Damian Janikowski – zapasy, kategoria do 85 kg
4. Agnieszka Jerzyk – triathlon, indywidualnie
5. Bogna Jóźwiak – szermierka, szabla indywidualnie
6. Anna Kiełbasińska – lekkoatletyka, bieg na 200 m
7. Piotr Małachowski – lekkoatletyka, rzut dyskiem
8. Krzysztof Mikołajczak, Mateusz Nycz, Radosław Zawrotniak – szermierka, szpada drużynowo
9. Artur Noga – lekkoatletyka, bieg na 110 m przez płotki
10. Daria Pogorzelec – judo, kategoria do 78 kg
11. Daria Pogorzelec, Arleta Podolak, Karolina Tałach – judo, drużynowo
12. Jacek Śliwiński – pięciobój morski, indywidualnie
13. Jacek Śliwiński – pięciobój morski, drużynowo

| brązowe medale |
| -------------- |

1. Łukasz Banak – zapasy, w stylu klasycznym, kategoria do 130 kg
2. Dominik Bochenek – lekkoatletyka, bieg na 110 m przez płotki
3. Angelika Cichocka – lekkoatletyka, bieg na 800 m
4. Danuta Dmowska-Andrzejuk, Ewa Nelip, Magdalena Piekarska, Martyna Synoradzka – szermierka, szpada drużynowo
5. Monika Drybulska – lekkoatletyka, maraton indywidualnie
6. Sylwia Gruchała – szermierka, floret indywidualnie
7. Sylwia Gruchała, Katarzyna Kędziora, Małgorzata Wojtkowiak, Martyna Synoradzka – szermierka, floret drużynowo
8. Agnieszka Jerzyk – triathlon, drużynowo
9. Kacper Klich – pływanie, 400 m st. dowolnym
10. Kacper Klich, Mikołaj Machnik, Tomasz Polewka, Michał Poprawa – pływanie, sztafeta 4 × 100 st. zmiennym
11. Marcin Lewandowski – lekkoatletyka, bieg na 800 m
12. Ewa Nelip – szermierka, szpada indywidualnie
13. Arleta Podolak – judo, kategoria do 57 kg
14. Marika Popowicz-Drapała – lekkoatletyka, bieg na 100 m
15. Karolina Tałach – judo, kategoria do 70 kg
16. Paweł Wojciechowski – lekkoatletyka, skok o tyczce
17. Adrian Świderski – lekkoatletyka, trójskok
18. Jarosław Świderski – pięciobój nowoczesny, indywidualnie
19. Karol Zaczyński – pływanie, 400 m st. zmiennym

### Rio de Janeiro2011
| złote medale |
| ------------ |

1. Dominik Bochenek – lekkoatletyka, bieg na 110 m przez płotki
2. Maria Cześnik, Agnieszka Jerzyk – triathlon, drużynowo
3. Daniel Dąbrowski, Piotr Klimczak, Kacper Kozłowski, Marcin Marciniszyn – lekkoatletyka, sztafeta 4 × 400 m
4. Wojciech Dwojak, Wojciech Kowalski, Mateusz Wensław – bieg na orientację, sztafeta
5. Paulina Faron, Daria Lajn, Marlena Wieleba, Hanna Wiśniewska – bieg na orientację, drużynowo
6. Agnieszka Jerzyk – triathlon, indywidualnie
7. Bogna Jóźwiak, Aleksandra Socha-Szelągowski, Irena Więckowska – szermierka, szabla drużynowo
8. Mateusz Kierzkowski, Karol Morek, Jacek Śliwiński, Mateusz Szurmiej – pięciobój morski, drużynowo
9. Tomasz Kowalski – judo, kategoria do 66 kg
10. Marcin Lewandowski – lekkoatletyka, bieg na 800 m
11. Daria Pogorzelec – judo, kategoria do 78 kg
12. Aleksandra Socha-Szelągowski – szermierka, szabla indywidualnie
13. Paweł Wojciechowski – lekkoatletyka, skok o tyczce

| srebrne medale |
| -------------- |

1. Wojciech Dwojak, Wojciech Kowalski, Marcin Richert, Mateusz Wensław – bieg na orientację, drużynowo
2. Danuta Dmowska-Andrzejuk, Magdalena Piekarska, Martyna Synoradzka – szermierka, szpada drużynowo
3. Sylwia Gruchała – szermierka, floret indywidualnie
4. Sylwia Gruchała, Martyna Synoradzka, Małgorzata Wojtkowiak – szermierka, floret drużynowo
5. Marta Jeschke, Daria Korczyńska, Marika Popowicz-Drapała, Ewelina Ptak – lekkoatletyka, sztafeta 4 × 100 m
6. Bogna Jóźwiak – szermierka, szabla indywidualnie
7. Magdalena Kaczyńska, Joanna Sowa, Zofia Truchanowicz, Katarzyna Tylińska, Aleksandra Tułodziecka – żeglarstwo, klasa HPE 25
8. Wojciech Kowalski – bieg na orientację, bieg długodystansowy
9. Robert Krawczyk – judo, kategoria do 90 kg
10. Robert Kubaczyk, Marcin Marciniszyn, Kamil Masztak, Grzegorz Zimniewicz – lekkoatletyka, sztafeta 4 × 100 m
11. Daria Lajn – bieg na orientację, bieg średniodystansowy
12. Łukasz Michalski – lekkoatletyka, skok o tyczce
13. Natalia Rybarczyk – taekwondo, kategoria ponad 73 kg
14. Monika Sadowy-Naumienia – spadochroniarstwo, celność lądowania indywidualnie
15. Sławomira Szpek – strzelectwo, pistolet sportowy 25 m indywidualnie
16. Sławomira Szpek, Karolina Bujakowska, Agnieszka Korejwo – strzelectwo,  pistolet sportowy 25 m drużynowo
17. Jacek Śliwiński – pięciobój morski, indywidualnie
18. Hanna Wiśniewska – bieg na orientację, bieg długodystansowy
19. Joanna Gomolińska, Remigiusz Golis – pięciobój nowoczesny, sztafeta mieszana

| brązowe medale |
| -------------- |

1. Robert Andrzejuk, Krzysztof Mikołajczak, Radosław Zawrotniak – szermierka, szpada drużynowo
2. Łukasz Błach – judo, kategoria do 81 kg
3. Łukasz Błach, Mariusz Janicki, Sebastian Janicki, Tomasz Kowalski, Robert Krawczyk, Kacper Larem, Janusz Wojnarowicz – judo, drużynowo
4. Maria Cześnik – triathlon, indywidualnie
5. Marcin Czajkowski, Ireneusz Kamiński, Piotr Przybylski – żeglarstwo, klasa HPE 25
6. Danuta Dmowska-Andrzejuk – szermierka, szpada indywidualnie
7. Remigiusz Golis, Marcin Horbacz, Tomasz Chmielewski – pięciobój nowoczesny, drużynowo
8. Mariusz Kubaszewski – lekkoatletyka, bieg na 110 m przez płotki
9. Kacper Larem – judo, kategoria do 100 kg
10. Sławomira Szpek – strzelectwo, pistolet szybkostrzelny 25 m indywidualnie
11. Aleksandra Uścińska – taekwondo, kategoria do 62 kg

### Hajdarabad2007
| złote medale |
| ------------ |

1. Sylwia Ejdys – lekkoatletyka, bieg na 1500 m
2. Marcin Jędrusiński – lekkoatletyka, bieg na 200 m
3. Daria Korczyńska – lekkoatletyka, bieg na 200 m
4. Piotr Małachowski – lekkoatletyka, rzut dyskiem

| srebrne medale |
| -------------- |

1. Daniel Dąbrowski – lekkoatletyka, bieg na 400 m
2. Marcin Dróżdż – lekkoatletyka, dziesięciobój
3. Radosław Horbik – zapasy, w stylu wolnym, kategoria do 84 kg
4. Marcin Jędrusiński, Artur Kohutek, Marcin Marciniszyn, Zbigniew Tulin, Łukasz Chyła[d] – lekkoatletyka, sztafeta 4 × 100 m
5. Aleksander Waleriańczyk – lekkoatletyka, skok wzwyż

| brązowe medale |
| -------------- |

1. Łukasz Banak – zapasy, w stylu klasycznym, kategoria do 120 kg
2. Łukasz Chyła – lekkoatletyka, bieg na 100 m
3. Agnieszka Czepukojć, Kinga Kubicka, Barbara Letka, Paulina Rainczuk, Katarzyna Wróbel – judo, drużynowo
4. Barbara Letka – judo, kategoria do 57 kg
5. Daria Korczyńska – lekkoatletyka, bieg na 100 m
6. Ewelina Klocek – lekkoatletyka, bieg na 200 m
7. Julian Kwit – zapasy, w stylu klasycznym, kategoria do 74 kg

### Katania2003
| złote medale |
| ------------ |

1. Marcin Marciniszyn, Jacek Bocian, Piotr Rysiukiewicz, Robert Maćkowiak – lekkoatletyka, sztafeta 4 × 400 m mężczyzn
2. Artur Kohutek – lekkoatletyka, bieg na 110 m przez płotki

| srebrne medale |
| -------------- |

1. Jan Zakrzewski – lekkoatletyka, bieg na 3000 m z przeszkodami

| brązowe medale |
| -------------- |

1. Leszek Śliwa – lekkoatletyka, pchnięcie kulą

### Zagrzeb1999
| złote medale |
| ------------ |

1. Jacek Bocian, Marcin Jędrusiński, Robert Maćkowiak, Piotr Rysiukiewicz – lekkoatletyka, sztafeta 4 × 400 m mężczyzn
2. Grzegorz Gajdus – lekkoatletyka, maraton indywidualnie
3. Rafał Sznajder  – szermierka, szabla indywidualnie
4. Arkadiusz Nowinowski, Rafał Sznajder, Marcin Sobala  – szermierka, szabla drużynowo
5. Barbara Bączek, Monika Depta, Ewa Kozłowska, Aneta Matuszkiewicz – bieg na orientację, drużynowo

| srebrne medale |
| -------------- |

1. Marcin Sobala  – szermierka, szabla indywidualnie
2. Sławomira Szpek  – strzelectwo, pistolet sportowy
3. Barbara Bączek, Monika Depta, Ewa Kozłowska – bieg na orientację, sztafeta

| brązowe medale |
| -------------- |

1. Jacek Fafiński – zapasy, w stylu klasycznym, kategoria do 130 kg
2. Artur Kejza – judo, kategoria do 90 kg
3. Artur Michalkiewicz – zapasy, w stylu klasycznym, kategoria do 76 kg
4. Ewa Kozłowska – bieg na orientację, indywidualnie

### Rzym1995
| złote medale |
| ------------ |

1. Rafał Kubacki – judo, kategoria + 95 kg
2. Marcin Maliński – pływanie, 400 m st. zmiennym
3. Maciej Czyżowicz, Dariusz Mejsner, Igor Warabida  – pięciobój nowoczesny – mężczyzn drużynowo
4. Renata Mauer – strzelectwo,   karabin sportowy 50 m – trzy postawy

| srebrne medale |
| -------------- |

1. Eugeniusz Koczorski – jeździectwo
2. Robert Korzeniowski – lekkoatletyka, chód na 20 km
3. Włodzimierz Zawadzki – zapasy, w stylu klasycznym, kategoria do 62 kg
4. Piotr Rysiukiewicz, Robert Maćkowiak, Tomasz Jędrusik, Sylwester Węgrzyn – lekkoatletyka, sztafeta 4 × 400 m mężczyzn
5. Adam Krzesiński, Krzysztof Żurawski, Piotr Kiełpikowski – szermierka floret drużynowo

| brązowe medale |
| -------------- |

1. Jacek Fafiński – zapasy, w stylu klasycznym, kategoria do 90 kg
2. Waldemar Lisicki – lekkoatletyka, maraton indywidualnie
3. Piotr Kiełpikowski – szermierka floret indywidualnie
4. Renata Mauer, Aneta Pochowska, Małgorzata Wolf – strzelectwo, drużynowo kobiet – karabin sportowy – 3 postawy 50 m
5. Aneta Pochowska – strzelectwo, karabin małokalibrowy 50 m
6. Jarosław Kisiel, Robert Kościelniakowski, Janusz Olech – szermierka, szabla drużynowo mężczyzn
7. Marcin Walas – boks, kategoria do 54 kg
8. Piotr Weremczuk – lekkoatletyka, trójskok

## Polscy multimedaliści
Tabela przedstawia polskich sportowców, którzy zdobyli co najmniej dwa medale w tym jeden złoty. Wzięte zostały pod uwagę wszystkie zdobyte medale – w konkurencjach indywidualnych i drużynowych. Przy ustalaniu kolejności najpierw uwzględniono liczbę złotych medali, później srebrnych, a na końcu brązowych. W przypadku, gdy dwoje zawodników uzyskało taką samą liczbę medali, najpierw wzięto pod uwagę rok zdobycia pierwszego medalu, a następnie porządek alfabetyczny.
| Imię i Nazwisko        | Dyscyplina                 | Lata             | Złoto | Srebro | Brąz | Razem |
| ---------------------- | -------------------------- | ---------------- | ----- | ------ | ---- | ----- |
| Aleksandra Socha       | Szermierka                 | 2011, 2015       | 3     | 0      | 0    | 3     |
| Marcin Marciniszyn     | Lekkoatletyka              | 2003, 07, 11     | 2     | 2      | 0    | 4     |
| Agnieszka Jerzyk       | Triathlon                  | 2011, 2015       | 2     | 1      | 1    | 4     |
| Marcin Jędrusiński     | Lekkoatletyka              | 1999, 2007       | 2     | 1      | 0    | 3     |
| Marcin Chabowski       | Lekkoatletyka              | 2015, 2019       | 2     | 1      | 0    | 3     |
| Tomasz Polewka         | Pływanie                   | 2015             | 2     | 0      | 1    | 3     |
| Oktawia Nowacka        | Pięciobój nowoczesny       | 2015, 2019       | 2     | 0      | 1    | 3     |
| Wojciech Kotowski      | Sportowe ratownictwo wodne | 2019             | 2     | 0      | 1    | 3     |
| Rafał Sznajder         | Szermierka                 | 1999             | 2     | 0      | 0    | 2     |
| Jacek Bocian           | Lekkoatletyka              | 1999, 2003       | 2     | 0      | 0    | 2     |
| Robert Maćkowiak       | Lekkoatletyka              | 1995, 1999, 2003 | 2     | 1      | 0    | 3     |
| Piotr Rysiukiewicz     | Lekkoatletyka              | 1995, 1999, 2003 | 2     | 1      | 0    | 3     |
| Iwona Lewandowska      | Lekkoatletyka              | 2015             | 2     | 0      | 0    | 2     |
| Henryk Szost           | Lekkoatletyka              | 2015, 2019       | 2     | 0      | 0    | 2     |
| Michał Rozmys          | Lekkoatletyka              | 2019             | 2     | 0      | 0    | 2     |
|                        |                            |                  |       |        |      |       |
| Jacek Śliwiński        | Pięciobój morski           | 2011, 2015       | 1     | 3      | 0    | 4     |
| Wojciech Kowalski      | Bieg na orientację         | 2011             | 1     | 2      | 0    | 3     |
| Bogna Jóźwiak          | Szermierka                 | 2011, 2015       | 1     | 2      | 0    | 3     |
| Daria Pogorzelec       | Judo                       | 2011, 2015       | 1     | 2      | 0    | 3     |
| Adam Dubiel            | Sportowe ratownictwo wodne | 2019             | 1     | 1      | 2    | 4     |
| Daria Korczyńska       | Lekkoatletyka              | 2007, 2011       | 1     | 1      | 1    | 3     |
| Paweł Wojciechowski    | Lekkoatletyka              | 2011, 15, 19     | 1     | 1      | 1    | 3     |
| Anna Dowgiert          | Pływanie                   | 2015, 2019       | 1     | 1      | 1    | 3     |
| Hubert Nakielski       | Sportowe ratownictwo wodne | 2019             | 1     | 1      | 1    | 3     |
| Artur Kohutek          | Lekkoatletyka              | 2003, 2007       | 1     | 1      | 0    | 2     |
| Piotr Małachowski      | Lekkoatletyka              | 2007, 2015       | 1     | 1      | 0    | 2     |
| Wojciech Dwojak        | Bieg na orientację         | 2011             | 1     | 1      | 0    | 2     |
| Daria Lajn             | Bieg na orientację         | 2011             | 1     | 1      | 0    | 2     |
| Mateusz Wensław        | Bieg na orientację         | 2011             | 1     | 1      | 0    | 2     |
| Hanna Wiśniewska       | Bieg na orientację         | 2011             | 1     | 1      | 0    | 2     |
| Robert Kubaczyk        | Lekkoatletyka              | 2011, 2015       | 1     | 1      | 0    | 2     |
| Kamil Masztak          | Lekkoatletyka              | 2011, 2015       | 1     | 1      | 0    | 2     |
| Grzegorz Zimniewicz    | Lekkoatletyka              | 2011, 2015       | 1     | 1      | 0    | 2     |
| Olga Kalendarowa-Ochal | Lekkoatletyka              | 2015, 2019       | 1     | 1      | 0    | 2     |
| Marcin Lewandowski     | Lekkoatletyka              | 2011, 15, 19     | 1     | 0      | 2    | 3     |
| Renata Mauer           | Strzelectwo                | 1995             | 1     | 0      | 1    | 2     |
| Daria Korczyńska       | Lekkoatletyka              | 2007             | 1     | 0      | 1    | 2     |
| Maria Cześnik          | Triathlon                  | 2011             | 1     | 0      | 1    | 2     |
| Tomasz Kowalski        | Judo                       | 2011             | 1     | 0      | 1    | 2     |
| Dominik Bochenek       | Lekkoatletyka              | 2011, 2015       | 1     | 0      | 1    | 2     |
| Jarosław Świderski     | Pięciobój nowoczesny       | 2015             | 1     | 0      | 1    | 2     |
| Anna Kiełbasińska      | Lekkoatletyka              | 2019             | 1     | 0      | 1    | 2     |
| Justyna Święty-Ersetic | Lekkoatletyka              | 2019             | 1     | 0      | 1    | 2     |